# Света Параскева (Садово)
Вижте пояснителната страница за други значения на Света Параскева.
„Света Параскева“ или „Света Петка“ е българска възрожденска православна църква в село Садово, община Хаджидимово, част от Неврокопската епархия на Българската православна църква.

## История
Църквата е издигната в 1863 година. Иконостасът в нея е с декоративна живопис, а иконите са от Света гора. В 1868 година в двора на църквата е открито новобългарско училище с учител Димитър Костадинов от Садово.